# Harrogate
Harrogate (75 070 ab. nel 2016) è una città termale del Regno Unito nella contea inglese del North Yorkshire, anche nota come Harrogate Spa.
Rinomato centro termale, ha ospitato l'edizione dell'Eurovision Song Contest 1982 e i Campionati del mondo di ciclismo su strada 2019.

## Economia
Harrogate ha un'economia forte e variegata; l'Harrogate International Centre è il terzo centro espositivo e congressuale del Regno Unito e uno dei più grandi in Europa. Harrogate attira numerosi visitatori grazie alle sue strutture per conferenze. Nel 2016 tali eventi da soli hanno attirato 300.000 visitatori ad Harrogate. Il centro congressi è stato utilizzato nel 2020 come Nightingale Hospital per la pandemia COVID.
I congressi e le conferenze portano alla città oltre 150 milioni di sterline all'economia locale e attrae oltre 350.000 visitatori d'affari all'anno. La città ospita il Great Yorkshire Showground e i Pavilions of Harrogate, che sono le principali strutture per conferenze.
Rinomata città termale, l'acqua termale di Harrogate contiene ferro, zolfo e sale comune. La città divenne nota come "The English Spa" in epoca georgiana, dopo che le sue acque furono scoperte nel XVI secolo. Nel XVII e XVIII secolo le sue acque contenenti ferro erano un trattamento salutare popolare e l'afflusso di visitatori facoltosi contribuì in modo significativo alla ricchezza della città ed ancora oggi le terme continuano ad essere importanti per l'economia cittadina.
Harrogate è la patria dello Yorkshire Tea, esportato da Taylors of Harrogate, e dell'acqua Harrogate Spring Water. La città esporta anche Farrah's Toffee, il formaggio Harrogate Blue e le salsicce Debbie & Andrews.
Il Great Yorkshire Showground è il fulcro dell'industria agricola regionale, ospitato dalla Yorkshire Agricultural Society. Il Great Yorkshire Show, Countryside Live e l'Harrogate Flower Show si svolgono lì ogni anno. I numerosi visitatori d'affari di Harrogate sostengono una serie di grandi hotel, alcuni originariamente costruiti per i visitatori della Spa.
Il principale quartiere dello shopping di Harrogate si concentra su Cambridge Street, Oxford Street, Beulah Street e James Street, dove si trovano la maggior parte dei negozi di High Street. C'è una vasta gamma di boutique e negozi di stilisti su Parliament Street e nel quartiere di Montpellier, così come negozi indipendenti intorno a Commercial Street.

## Infrastrutture e trasporti
La città è servita tramite ferrovia dalla Stazione di Harrogate.

## Sport
La squadra principale di calcio della città è l'Harrogate Town Football Club che nella stagione 2020-21 milita in League Two; altra squadra della città è l'Harrogate Railway Athletic F.C, che milita nelle serie minori inglesi.

## Amministrazione

### Gemellaggi
- Montecatini Terme, Italia
- Luchon, Francia
- Wellington, Nuova Zelanda
- Harrogate (Tennessee), Stati Uniti
- Barrie, Canada (dal 2013)